# Charles Pierre Lubin Griois
Pour les articles homonymes, voir Griois.
Charles Pierre Lubin Griois, né le 21 décembre 1772 à Besançon (Doubs) et mort le 28 novembre 1839 à Paris, est un militaire français de la Révolution et de l’Empire.

## Biographie

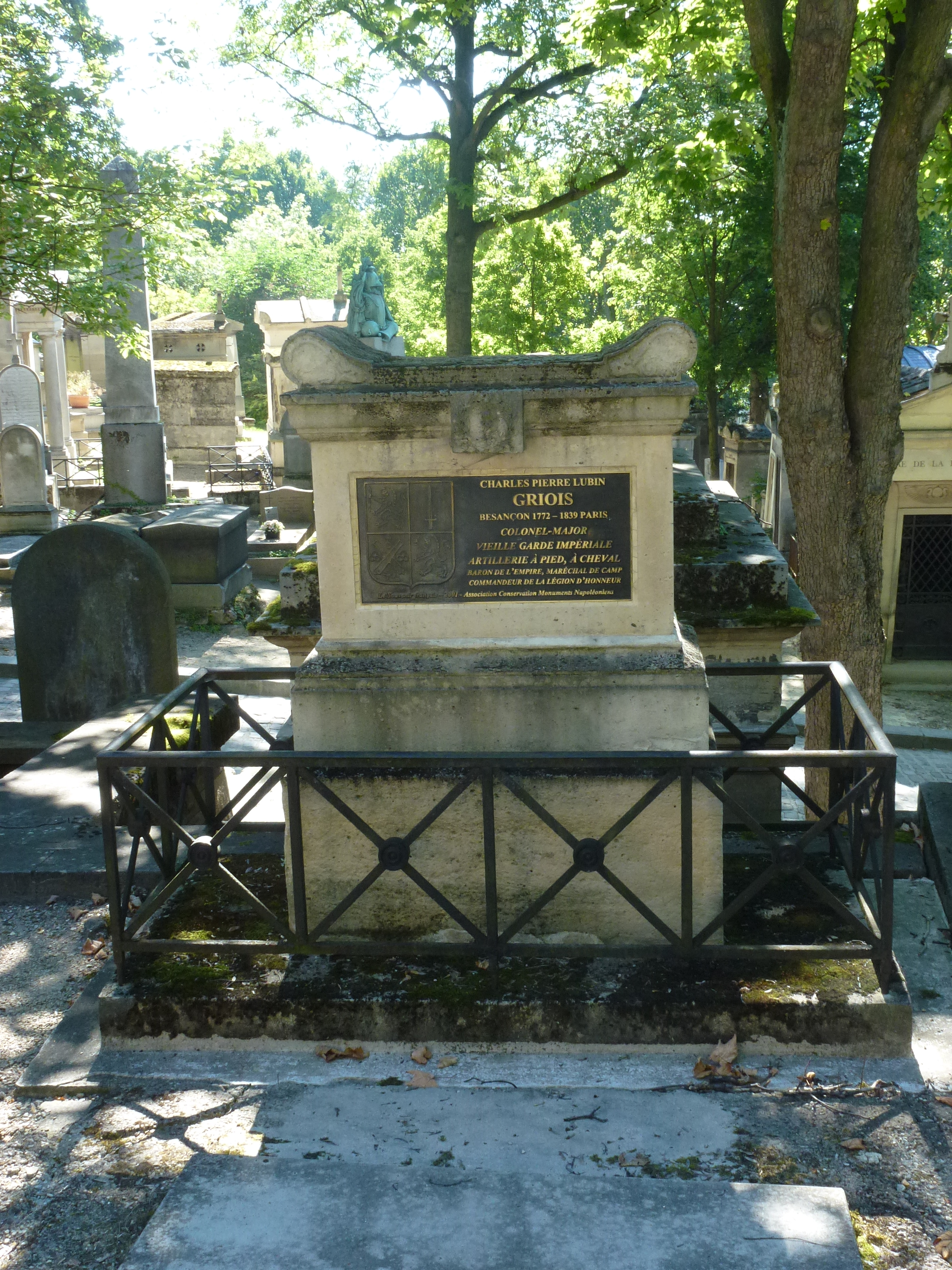
Tombe du général Griois au Père-Lachaise.

Son père, un fervent royaliste, est premier secrétaire et subdélégué général de la province de Franche-Comté, poste qu'il conserve après la révolution. Griois fait ses études secondaires à Besançon et il est reçu le 1er mars 1792, à l'examen d'entrée de l'école d'artillerie de Châlons-sur-Marne d'où il sort sept mois plus tard comme second-lieutenant. Lieutenant en premier le 1er mars 1793, et capitaine en second le 22 octobre suivant, il fait les campagnes de 1792 à l’an XIII, aux armées des Pyrénées orientales, et d’Italie. 
Le 2 mai 1800, il remplit les fonctions d’adjoint au directeur-général des parcs de l’armée d’Italie, et le 5 octobre 1801, il reçoit son brevet de capitaine en premier. Le 23 avril 1803, il est nommé chef d'escadron au 1er régiment d'artillerie à cheval, et le 6 décembre 1803, major au même régiment.  Il est fait chevalier de la Légion d’honneur le 25 mars 1804, et en 1806, il passe à l’armée de Naples, où il commande l’artillerie du 2e corps jusqu’en 1807. 
Appelé en Allemagne fin 1809, il est nommé adjoint au général commandant les réserves d’artillerie de la Garde impériale, et le 10 décembre de la même année, il est appelé au commandement de l’artillerie de la portion de l’armée d’Italie qui vient de pénétrer dans le Tyrol. Il est promu colonel le 23 juin 1811, et attaché d’abord à l’état-major général de son arme, il prend le 1er août suivant le commandement du 4e régiment d’artillerie à cheval. Le 7 février 1812, il est mis à la tête de l’artillerie du 3e corps de cavalerie de la Grande Armée, et il est élevé au grade d’officier de la Légion d’honneur le 11 octobre 1812.
Major dans l’artillerie à pied de la Vieille Garde Impériale le 26 janvier 1813, il fait les campagnes de 1813 et 1814 en Saxe et en France. Il est nommé commandeur de la Légion d’honneur le 6 novembre 1813, et il est créé Baron de l'Empire le 11 novembre suivant.
Lors de la première restauration, le roi Louis XVIII, le fait chevalier de Saint-Louis le 24 juillet 1814. Le 21 juin 1814, il reçoit le commandement de la direction de l’artillerie de Mézières, qu’il échange le 16 décembre 1815, pour la direction provisoire du Havre. Directeur titulaire de cette direction le 19 juillet 1816, il est admis à la retraite le 8 juin 1822, avec le grade de maréchal de camp honoraire. 
Il meurt le 28 novembre 1839, à Paris, et il est enterré au cimetière du Père-Lachaise (division 37).
Il a écrit les mémoires de ces aventures militaires sous le Premier Empire, cet ouvrage fut publié par son petit-neveu en 1909.

## Armoiries
| Figure | Nom du baron et blasonnement |
| ------ | --- |
|        | Armes du baron Charles Pierre Lubin Griois et de l'Empire, décret du 16 août 1813, lettres patentes du 11 novembre 1813, commandeur de la Légion d'honneur Écartelé ; au premier d'or au lion rampant de gueules, tenant de la patte dextre un serpent de sinople, au deuxième des barons tirés de l'armée ; au troisième de sinople à deux tubes de canon en sautoir, d'or ; accompagnés en chef d'une grenade du même, enflammée de gueules, sur chaque flanc de trois boules et en pointe d'un mortier sur son affût, le tout d'or ; au quatrième d'azur au lévrier rampant d'argent, accolé d'or. Livrées les couleurs de l'écu, le verd en bordure seulement . |